# Нижегородский губернский исполнительный комитет Временного правительства
Нижегородский губернский исполнительный комитет Временного правительства — местный орган управления Временного правительства в Нижнем Новгороде. Действовал со 2 марта по 13 октября 1917 года.

## Смена власти
В марте 1917 года в Нижегородской губернии, как и на большей территории России, была упразднена должность губернатора, ликвидированы канцелярия губернатора, губернское  и уездные правления и заменены губернскими, уездными комиссарами и исполнительными комитетами Временного правительства.
В первые дни Февральской революции городская и сельская буржуазия, буржуазная интеллигенция, либерально настроенные чиновники и помещики стали создавать выборные временные «комитеты общественных организаций». В состав этих органов входили гласные земских и городских органов самоуправления, представители различных буржуазных и мелкобуржуазных общественных организаций, некоторые либерально настроенные чиновники старых правительственных учреждений, учителя, священники и т. п. Эти комитеты объявляли себя органами власти на местах: сменяли губернаторов, полицмейстеров, исправников и других должностных лиц царского режима, создавали органы буржуазной милиции, рекомендовали или даже избирали областных, губернских, уездных и волостных комиссаров.

## Нижегородский губернский исполнительный комитет
В Нижнем Новгороде события революции переживались 1 и 2 марта 1917 года. Прошли манифестации и митинги городского населения, рабочих и солдат. Были выпущены на свободу преступные элементы из тюрем, присоединившиеся к манифестантам. Поздно вечером 1 марта Городская дума, заседавшая совместно с представителями других организаций, постановила избрать Нижегородский городской общественный комитет. На его пленарном заседании 2 марта 1917 года было постановлено утвердить управляющим Нижегородской губернией (он же временный губернатор, начальник губернии) председателя Нижегородской губернской земской управы и нижегородского губернского комитета по снабжению армии, члена конституционно-демократической партии Павла Аркадьевича Демидова. На этом же заседании при управляющем губернией по предложению Совета рабочих депутатов был организован Совет из семи лиц: 3 человека от Совета рабочих депутатов, 3 человека от городского исполкома и 1 человек от войск нижегородского гарнизона.
Нижегородская дума послала телеграмму в Петроград М. В. Родзянко и в Москву М. В. Челнокову. В телеграмме на имя Родзянко говорилось: «Нижегородская городская дума постановила присоединиться к временному правительству в лице исполнительного комитета Государственной думы. Избран общественный комитет из представителей Городской думы, земства, общественных организаций и рабочих. Освобождены политические заключенные. Необходима общая политическая амнистия. Необходимы скорейшие указания на места со стороны Временного правительства».
Нижегородский исполнительный комитет был образован как «временное революционное учреждение, представляющее организованное общественное мнение населения Нижегородской губернии в вопросах общественно-политической жизни и выполняющее контроль над учреждениями и представителями правительственной власти, а также и над земскими, городскими, крестьянскими и сословными учреждениями, несущими публично-правовые функции».
Исполком организовывался путём делегации представителей всех крупных общественных организаций, существовавших в пределах Нижегородской губернии.
С 27 марта Нижегородский исполком значится в документах, как Нижегородский губернский исполнительный комитет (Н.Г.И.К.).

### Органы исполкома
Органами Н.Г.И.К. являлись:
1. Общее собрание;
2. Президиум;
3. Совет представителей отдельных групп;
4. Комиссии и
5. отдельные представители Н.Г.И.К.

Общее собрание являлось высшим органом исполкома, единственно уполномоченным делать постановления по вопросам общественно-политической жизни и контролировать учреждения и лица. Кроме того, Общее собрание избирало Президиум и комиссии Н.Г.И.К., контролировало все его органы. Его очередные собрания происходили чаще всего публично, еженедельно по вторникам в 8 часов вечера. Экстренные заседания созывались Президиумом или по требованию не менее 10 членов Н.Г.И.К. Общее собрание считалось состоявшимся при наличности 1/3 всех членов Н.Г.И.К.
Президиум Н.Г.И.К. состоял из Председателя, Товарищей Председателя и Секретарей, избираемых Общим собранием, и являлся представителем Н.Г.И.К. в сношениях его с другими учреждениями, организациями и лицами, а также распорядительным и исполнительным органом Н.Г.И.К.
Совет представителей групп состоявший из трех представителей от каждой группы совместно с Президиумом предварительно рассматривал повестку дня и все вопросы, подлежащие обсуждению в заседании Общего собрания.
Для контроля над лицами и учреждениями, для исследования отдельных случаев злоупотреблений или конфликтов, для ревизий денежной части Н.Г.И.К., а также для предварительной разработки вопросов и решения технически-организационных нужд создавались подготовительные и исполнительные комиссии — судебная, следственная, юридическая, финансовая, политическая, информационная и т. д.
В экстренных случаях Общее собрание и Президиум Н.Г.И.К. могли давать поручения отдельным лицам — представителям Н.Г.И.К.

### Финансирование комитета
Одним из самых острых и нерешенных вопросов в организации исполкомов всех уровней являлся вопрос о средствах для их работы. Суточные и проездные деньги для депутатов, канцелярские и почтово-телеграфные расходы, оплата членов Президиума, издание печатных воззваний — все это требовало немалых денег. Однако Временное правительство не спешило финансировать свои исполкомы, считая, что «кредиты для губернских и уездных исполкомов в части общественно-политической связанной с интересами партий и их пропаганды на счет государственного казначейства принять нельзя». Поэтому, основные затраты ложились на общественные организации входящие в исполком, земство и город.

### Деятельность исполкома
Организаторская работа губернского исполкома проявилась в созыве съезда представителей уездных исполнительных комитетов с привлечением членов Совета при Губернском комиссаре. Члены исполкома выезжали на места улаживать конфликты, возникавшие из-за нерешенных вопросов по установлению 8-и часового рабочего дня. Много внимания уделял губернский исполком решению продовольственного и топливного вопросов, организации милиции в уездах и городе. Судебная комиссия исполкома разбирала дела арестованных жандармов и агентов охранного отделения.

## Нижегородский губернский комиссар
Губернский и уездные комиссары Временного правительства и их аппарат (канцелярии) учреждены 5 марта 1917 года циркулярным распоряжением Временного правительства. Обязанности этих комиссаров временно возлагались на председателей губернских и уездных земских управ и городских голов.
Для организации канцелярии Нижегородского губернского комиссара воспользовались помещением и штатом упраздненной канцелярии нижегородского Губернатора. Как и прежде должность правителя канцелярии исполнял губернский секретарь Павел Алексеевич Федотов. Расходы по содержанию канцелярии комиссара Временного правительства и его помощников покрывались в основном за счет кредитов, отпущенных по смете МВД на содержание бывшей полиции (теперь милиции).
5 марта 1917 года П. А. Демидовым был опубликован приказ № 1: «Довожу до всеобщего сведения, что согласно распоряжению Председателя Совета Министров и Министра внутренних дел Временного правительства, я вступил в обязанности губернского комиссара со всеми правами, которые возлагаются по закону на губернатора». Этим приказом и определялся круг прав и обязанностей Нижегородского губернского комиссара Временного правительства.
6 мая 1917 года на заседании соединённого Президиума Нижегородского губернского исполкома Временного правительства был заслушан доклад губернского комиссара П. А. Демидова по вопросу о взаимоотношениях Комиссара и исполкома. Комиссар настоял на следующих выводах:
1. Комиссар руководствуется указаниями и инструкциями Временного правительства.
2. Губернский исполком не заменяет существующие органы.
3. Правительственные органы действуют на основании правил Временного правительства.
4. Комиссар опирается на исполком, как орган, представляющий общественное мнение губернии.
5. Исполнительный комитет не имеет прав распорядительных и исполнительных.
6. Комиссар не делопроизводитель исполкома.
7. Комиссар руководствуется постановлениями исполкома постольку, поскольку они не идут вразрез с указаниями Временного правительства.
8. Комиссар следит за законностью действий.
9. Нижегородский губернский исполком заполняет образовавшийся пробел в законодательстве.
10. Исполком проводит свои постановления через исполнительные органы Временного правительства[6][неавторитетный источник].

Первоначально права комиссаров были неопределенными. Созданное в марте 1917 года при Министерстве внутренних дел Особое совещание по местным реформам только к 25 сентября 1917 года разработало проект положения о комиссарах, согласно которому компетенция комиссаров напоминала компетенцию губернаторов, уездных исправников и земских начальников.
В первые месяцы революции фактически круг их обязанностей был гораздо уже, а и их роль в управлении скромнее. Власть комиссаров Временного правительства была чисто номинальной. Они рекрутировались из представителей местной общественности, были тесно связаны с ней и не могли отдавать те распоряжения, которые бы шли вразрез с желаниями коалиционных комитетов общественной безопасности. Жесткая централизация, характерная для старого царского аппарата МВД, была в значительной мере утрачена.
1 апреля 1917 года министр-председатель Г. Е. Львов подписал циркулярную телеграмму о правах и обязанностях губернских и уездных комиссаров. Кандидаты на должность уездных комиссаров должны были представляться губернским комиссарам или избираться уездными комитетами, «где таковые образованы». Затем они утверждались Министерством внутренних дел. Объединять деятельность уездных комиссаров должен был губернский комиссар. Существовавшим в уезде должностным лицам поручалось продолжать исполнять свои обязанности. Губернский комиссар мог назначить в случае необходимости и помощников уездных комиссаров. Они действовали под «надзором» уездного комиссара. До издания закона о земском самоуправлении деятельность волостных исполнительных комитетов «объединялась и направлялась» уездными комиссарами.
На комиссаров возлагался контроль над законностью деятельности всех учреждений и должностных лиц. Начальники «народной милиции» должны были «исполнять предложения комиссаров, направленные к охране государственного порядка». Циркуляр правительства старался также положить конец бесконечной череде переизбрания комиссаров на местах.

## Ликвидация исполкомов Временного правительства
Система новых органов власти с самого начала не была единой. В губернии одновременно с созданием комитетов общественных организаций или сразу же после них были созданы самостоятельные Советы рабочих депутатов, Советы солдатских депутатов, а затем и Советы крестьянских депутатов.
Громоздкость административного аппарата сразу бросалась в глаза:
1. губернский общественный комитет;
2. городской комитет;
3. уездный комитет;
4. городская дума;
5. губернская земская управа;
6. уездная управа;
7. Совет рабочих и солдатских депутатов и
8. представители Временного правительства — комиссары.

Сложившаяся на местах система административных учреждений отличалась пестротой и сложностью, «конкуренцией власти», а это в свою очередь вело к общему ослаблению государственного аппарата Временного правительства.
Демидов со своим помощником Георгием Робертовичем Килевейном, также кадетом, пробыл в должности Нижегородского губернского комиссара до «июльского кризиса власти» когда министры–кадеты вышли из состава Временного правительства. На соединённом заседании Нижегородского Совета Рабочих, Солдатских и Крестьянских депутатов 25 июля 1917 года в связи с создавшимся политическим положением и в соответствии с циркуляром Министра внутренних дел Церетели «об организации местной власти», на должность губернского комиссара был избран лукояновский уездный комиссар эсер Михаил Иванович Сумгин.
Согласно Постановлению соединённого Президиума исполкома от 13 октября 1917 года деятельность Нижегородского губернского исполнительного комитета была ликвидирована.
По России комиссары Временного правительства и объединённые исполнительные комитеты были отстранены от власти военно-революционными комитетами на основании постановлений II Всероссийского съезда Советов рабочих и солдатских депутатов (25—27 октября).
20 декабря 1917 года приступил к своим обязанностям избранный Исполнительным комитетом Нижегородского Совета рабочих и солдатских депутатов «советский» губернский комиссар В. И. Сибиряков.
9 – 15 мая 1918 года постановлением Нижегородского губернского исполкома Совета рабочих и крестьянских депутатов канцелярия Губернского комиссара была реорганизована в Отдел Гражданского Управления при Нижегородском губернском исполнительном комитете.

## Документы Н.Г.И.К. в ГУ ЦАНО
До 1947 года документальные материалы Нижегородского губернского исполнительного комитета Временного правительства хранились в отделе секретных фондов Государственного архива Горьковской области.
28 ноября 1988 года в целях расширения информационной базы общественных наук были рассекречены документы о революционном движении в губернии, о деятельности губернского исполкома Временного правительства.
В состав фонда № 1887 «Нижегородский губернский исполнительный комитет Временного правительства» ГУ ЦАНО вошли:
- проект положения о губернском исполкоме и наказы уездным и волостным исполкомам;
- журналы заседаний президиума и комиссий исполкома;
- копии протоколов уездных и волостных исполкомов;
- переписка о продовольственном положении в губернии;
- списки лиц, освобожденных из тюрьмы;
- дела следственной комиссии исполкома об аресте бывших агентов охранного отделения и жандармов;
- дела о забастовках;
- приходорасходные ведомости исполкома;
- журналы входящих и исходящих бумаг.

В фонде числится 159 дел; к фонду имеется две описи.
В состав фонда № 1882 «Нижегородский губернский комиссар Временного правительства» вошли
- постановления Временного правительства, циркуляры, приказы и распоряжения Министерства Внутренних Дел, Министерства труда и Нижегородского губернского комиссара Временного правительства;
- журналы Совета при комиссаре;
- переписка об организации органов власти и милиции Временного правительства, об аграрных выступлениях, забастовках рабочих;
- доклады и переписка о политическом положении в губернии;
- списки кустарных артелей, потребительских и сельскохозяйственных обществ;
- переписку о принятии в русское подданство, о розыске шпионов и бывших агентов полиции.